# Family Guy
Family Guy er en amerikansk animeret sitcom for voksne, der er skabt af Seth MacFarlane for Fox Broadcasting Company. Serien handler om familien Griffin, en dysfunktionel familie, der består af forældrene Peter og Lois, deres børn Meg, Chris og Stewie og deres antropomorfiske hund Brian. Serien foregår i den fiktive by Quahog, Rhode Island og serien udfolder meget sin humor i form af parallelle gags, som ofte er satire over amerikansk kultur.
Familien blev udtænkt af MacFarlane efter han havde lavet to animationsfilm, The Life of Larry og Larry & Steve. MacFarlane lavede om på filmens hovedperson, Larry, og hans hund, Steve, og kaldte dem henholdsvis for Peter og Brian. MacFarlane fremlagde et syv-minutters pilotafsnit til Fox den 15. maj, 1998. Serien fik grønt lys og produktionen blev startet. Kort efter tredje sæson af Family Guy gik i luften i 2001, aflyste Fox serien. Dog fik høje dvd-salg og gode anmeldelser hos Adult Swim overbevist netværket om at genoptage serien i 2004.
Family Guy har været nomineret til 12 Primetime Emmy Awards og 11 Annie Awards, og har vundet 3 af hver. I 2009 modtog den en Emmy-Award ved det Outstanding Comedy Series, som den første animationsserie siden The Flintstones i 1961. Family Guy har også modtaget kritik, som bl.a. handler om seriens mange fællestræk med The Simpsons.
Mange spinoffs til serien er blevet udgivet, heriblandt Stewie Griffin: The Untold Story, en direkte-til-DVD, som blev udgivet i 2005; Family Guy: Live in Vegas, en soundtrack-DVD-samling, som blev udgivet i 2005, som indeholder musik from serien såvel som den originale musik, lavet af MacFarlane og Walter Murphy; et videospil og pinballmaskine, som blev udgivet i henholdsvis 2006 og 2007; siden 2005 er seks bøger også blevet udgivet af Harper Adult, som er baseret på Family Guy-universet: og Laugh It Up, Fuzzball: The Family Guy Trilogy (2010), en serie af parodier på den originale Star Wars-trilogi. I 2008 bekræftede MacFarlane at castet bag serien at man var interesseret i at producere en spillefilm og at han arbejdede på en historie til en filmfortolkning. En spinoff-serie kaldet The Cleveland Show havde premiere den 27. september, 2009, som en af lineups'ene til "Animation Domination" på Fox. Den ottende sæson af Family Guy havde premiere samme nat.
Seth MacFarlane har også lavet serien American Dad!.
Seth Green – som er medforfatter til Family Guy og lægger stemme til "Chris", har også kreeret en serie kaldet Robot Chicken.

## Personer og baggrund
Seriens hovedpersoner er Griffin-familien:
- faderen Peter, en klodset men rar og velmenende fabriksarbejder
- moderen Lois, hjemmegående husmor og klaverlærer og fra den velhavende Pewterschmidt-familie
- storesøsteren Meg er teenager, bliver mobbet i skolen og drillet og overset derhjemme
- lillebroderen Chris er en kejtet, overvægtig og lidt smådum teenager, på mange måder en yngre udgave af sin far
- efternøleren Stewie, en ondsindet og kynisk baby med manerer som en voksen, sprog som en brite og biseksuelle træk, foruden en aggressiv og stereotyp måde at udtrykke sig på.

Med til familien hører den kvikke, rygende, martinidrikkende og sarkastiske menneskelignende hund Brian, som på trods af alt dette ofte blot anses for et kæledyr.
Griffin-familien omgås en række mennesker i nabolaget:
- den sexfikserede ungkarl og ruteflypilot Quagmire (som betyder hængedynd)
- den afroamerikanske deli-indehaver Cleveland og hans kone Loretta (senere Donna)
- den tidligere politimand Joe, som sidder i kørestol, gift med Bonnie; de har sønnen Kevin og den lille pige Susie
- den neurotiske jødiske farmaceut Mort, hans kone Muriel og deres kedelige og irriterende søn Neil
- den halvgamle børnelokker Herbert

Desuden optræder jævnligt tv-nyhedsværterne Tom Tucker og Diane Simmons, Asien-korrepondenten Tricia Takanawa og vejrmanden Ollie Williams.
Serien foregår i byen Quahog [udtales 'ko-hog eller 'kwo-hog], en fiktiv forstad til den amerikanske delstat Rhode Islands hovedstad Providence, som i serien blev grundlagt af Peter Griffins forfader Griffin Peterson. MacFarlane boede i Providence mens han studerede på den prestigefyldte Rhode Island School of Design (RISD), og serien indeholder mange hentydninger til steder og stednavne i delstaten. MacFarlane har i et interview fortalt, at Quahog er inspireret af byen Cranston lidt vest for Providence.
| Stemmerne bag                                                                                                 | Stemmerne bag                                                              | Stemmerne bag                      | Stemmerne bag | Stemmerne bag                   |
| --- | -------------------------------------------------------------------------- | ---------------------------------- | ------------- | ------------------------------- |
| |                                                                            |                                    |               |                                 |
| Seth MacFarlane                                                                                               | Alex Borstein                                                              | Seth Green                         | Mila Kunis    | Mike Henry                      |
| Peter Griffin, Stewie Griffin, Brian Griffin, Glenn Quagmire, Tom Tucker, Carter Pewterschmidt og mange andre | Lois Griffin, Loretta Brown, Barbara Pewterschmidt, Tricia Takanawa, andre | Chris Griffin, Neil Goldman, andre | Meg Griffin   | Cleveland Brown, Herbert, andre |

## Titelsang
Alle episoder indledes med, at Lois synger ved klaveret i Griffin-familiens stue, så kommer Peter til, og senere resten af familien. Så skifter scenen til et musical-danseoptrin, hvor alle synger og danser, idet Stewie har en enkelt linje selv, siddende på sin mors arm.
|                            | Original                                         | Dansk oversættelse                     |
| -------------------------- | ------------------------------------------------ | -------------------------------------- |
| Lois:                      | It seems today that all you see                  | Alt man ser på tv i dag                |
|                            | is violence in movies and sex on TV.             | er noget med sex og folk der får slag. |
| Peter:                     | But where are those good old-fashioned values... | Men hvor er de gode gamle værdier?     |
| Chris, Meg, Stewie, Brian: | …on which we used to rely?                       | Det vidste man da hvad var.            |
| Alle ('musical'):          | Lucky there’s a Family Guy!                      | Så’ det godt vi har vores far.         |
|                            | Lucky there’s a man who                          | Godt, han er en mand der               |
|                            | positively can do                                | er så godt i stand at                  |
|                            | all the things that make us…                     | han både kan få os til at…             |
| Stewie:                    | …laugh and cry!                                  | …græde og le!                          |
| Alle:                      | He’s a Family Guy!                               | Vor’s Familie Far!                     |

## Tilblivelse
MacFarlane fik ideen til Family Guy i 1995, mens han studerede animation på RISD. Hans afgangsprojekt var tegnefilmen Life of Larry, som hans professor sendte ind til tegnefilmsstudiet Hanna-Barbera, som ansatte MacFarlane. I 1996 lavede MacFarlane en efterfølger til Life of Larry kaldet Larry and Steve, med den midaldrende Larry og hans kloge hund Steve. Den blev vist i 1997 på Cartoon Networks.
Efter at man på tv-kanalen Fox havde bemærket MacFarlanes to Larry-film, skrev man kontrakt med ham om at lave en ny serie kaldet Family Guy, baseret på figurerne fra de to film, idet MacFarlane først skulle lave en 15 minutters prøve-episode, med et budget på 50.000$. Mange træk fra Larry-filmene skulle komme til at gå igen i Family Guy. Således blev Larry og Steve langsomt til Peter og Brian. MacFarlane har sagt at forskellen mellem Life of Larry og Family Guy var at ”den første mest blev vist på mit kollegieværelse, den anden blev vist efter Super Bowl.” Efter at prøve-episoden havde været vist, fik serien grønt lys fra Fox’ ledelse. Serien er inspireret af flere andre sitcoms, såsom The Simpsons og All in the Family. Men også de tegnefilm, MacFarlane så som barn lørdag morgener i 1980-erne, fx The Fonz and the Happy Days Gang og Rubik, the Amazing Cube, har leveret inspiration.
Griffin-familien optrådte første gang i en demo, MacFarlane sendte til Fox 15. maj 1998. Det var oprindeligt meningen, Family Guy skulle laves som korte sketcher til showet MADtv, men det viste sig showet ikke havde råd til tegnefilm, og MacFarlane satsede derfor i stedet på Fox, som han anså for det bedste sted at skabe en primetime-tegnefilmserie. Family Guy kom dog hos Fox i konkurrence med serien King of the Hill, og Family Guy blev ikke vist førend King of the Hill var blevet en succes. Efter at MacFarlane havde imponeret Fox’ ledelse med en 7-minutters demo, købte Fox 13 episoder til visning midt i sæsonen 1998-99.

## Kendetegn

### ”Road to”-episoder
En række af episoderne er lavet som parodier på de syv amerikanske Road to…-komediefilm, som med Bob Hope, Bing Crosby og Dorothy Lamour i hovedrollerne blev produceret i årene 1940-62. I parodierne er Stewie og Brian taget til et fjernt, overnaturligt eller science fiction-agtigt sted, som intet har at gøre med de normale omgivelser i Quahog. Den første var Road to Rhode Island, fra anden sæson og første gang sendt 30. maj 2000. Road to-episoderne er kendt for at indeholde store musikalske udstyrsstykker, i stil med de gamle komediefilm, de plagierer.
Road to-episoderne var MacFarlanes ide, idet han er beundrer af de gamle film. De første Road to-episoder, frem til Road to Rupert, blev instrueret af Dan Povenmire, som herefter forlod Family Guy for at starte serien Phineas and Ferb. De senere episoder i denne række er instrueret af Greg Colton.
Kritikere og fans anser generelt Road to-episoderne som nogen af seriens bedste, både fordi Brians og Stewies forhold her udvikler sig og pga den tydelige røde tråd i episoderne.

### Humor
Family Guy-episoderne benytter sig ofte af cutaway-teknik, dvs at klippe en helt anden scene ind i den oprindelige scene. Episoderne indeholder ofte gags, som hentyder til aktuelle hændelser eller personligheder.
Humoren i de tidlige episoder drejede sig ofte om Stewies tåbelige superskurk-rolle, hvor han enten er ude på at opnå verdensherredømme, udføre ondsindede eksperimenter, opfinde apparater til at skaffe sig af med ting han ikke bryder sig om, herunder de mange gange, han forsøger at slå sin mor ihjel. Rollen som superskurk begyndte efterhånden at forekomme lidt tynd, og i senere episoder ændrede forfatterne og MacFarlane Stewies personlighed. Episoderne indeholder ofte optrin, som sprænger de sædvanlige rammer for tv-fortællinger, fx med vittigheder om producenten Fox Broadcasting eller hvis personerne henvender sig direkte til publikum. Som eksempel kan nævnes episoden North by North Quahog, den første episode der blev sendt efter at Fox tre år tidligere, i februar 2002, havde taget Family Guy-serien af programmet pga for lave seertal. I denne episode fortæller Peter sin familie, at de var blevet taget af programmet fordi Fox skulle gøre plads til serier som (og så kommer der en alenlang remse): Dark Angel, Titus, Undeclared, Action, That '80s Show, Wonderfalls, Fastlane, Andy Richter Controls the Universe, Skin, Girls Club, Cracking Up, The Pitts, Firefly, Get Real, Freakylinks, Wanda at Large, Costello, The Lone Gunmen, A Minute with Stan Hooper, Normal, Ohio, Pasadena, Harsh Realm, Keen Eddie, The $treet, The American Embassy, Cedric the Entertainer Presents, The Tick, Luis og endelig Greg the Bunny. Lois spørger om der er noget håb for Family Guy, og Peter svarer, at hvis alle disse serier bliver taget af programmet, har de en chance. Og serierne blev faktisk alle taget af programmet, mens Family Guy holdt pause. Episoden North by North Quahog er i øvrigt en parodi på Hitchcock-filmen Menneskejagt, med originaltitlen North by Northwest.
Alle de vigtige roller i serien havde i de første sæsoner sine egne faste vendinger, fx Quagmires ”giggigy giggity goo”, Peters ”freakin’ sweet” og Joes ”bring it on", men i senere sæsoner er brugen nedtonet. I episoden Big Man on Hippocampus gøres der grin med disse faste vendinger. Da Peter i forvirret tilstand bliver præsenteret for Meg, udbryder han ”D’oh!”, hvortil Lois svarer ”Nej, Peter, det er ikke din faste vending”. (Vendingen stammer fra serien The Simpsons.)

## Afsnit
| Sæson 1 består af 7 afsnit sendt fra 31. januar til 16. maj 1999. 1. Death has a shadow 2. I never met the dead man 3. Chitty chitty death bang 4. Mind over murder 5. A hero sits next door 6. The son also draws 7. Brian: Portrait of a dog | Sæson 2 består af 21 afsnit sendt fra 23. september 1999 til 1. august 2000. 1. Peter, Peter, Caviar Eater 2. Holy Crap 3. DaBoom 4. Brian in Love 5. Love Thy Trophy 6. Death Is a Bitch 7. The King Is Dead 8. I Am Peter, Hear Me Roar 9. If I'm Dyin' I'm Lyin' 10. Running Mates 11. A Picture Is Worth 1,000 Bucks 12. Fifteen Minutes of Shame 13. Road to Rhode Island 14. Let's Go to the Hop 15. Dammit Janet 16. There's Something About Paulie 17. He's Too Sexy for His Fat 18. E. Peterbus Unum 19. The Story on Page One 20. Wasted Talent 21. Fore, Father | Sæson 3 består af 22 afsnit sendt fra 11. juli 2001 til 10. december 2004 1. The Thin White Line (del 1) 2. Brian Does Hollywood (del 2) 3. Mr. Griffin Goes to Washington 4. One If By Clam, Two If By Sea 5. And the Wiener is... 6. Death Lives 7. Lethal Weapons 8. The Kiss Seen Around the World 9. Mr. Saturday Knight 10. Fish Out of Water 11. Emission Impossible 12. To Live and Die in Dixie 13. Screwed The Pooch 14. Peter Griffin: Husband, Father...Brother? 15. Ready, Willing, and Disabled 16. A Very Special Family Guy Freakin' Christmas 17. Brian Wallows and Peter's Swallows 18. From Method to Madness 19. Stuck Together, Torn Apart 20. Road to Europe 21. Family Guy Viewer Mail #1 22. When You Wish Upon a Weinstein | Sæson 4 består af 30 afsnit sendt fra 1. maj 2005 til 21. maj 2006. 1. North by North Quahog 2. Fast Times at Buddy Cianci Jr. High 3. Blind Ambition 4. Don't Make Me Over 5. The Cleveland-Loretta Quagmire 6. Petarded 7. Brian the Bachelor 8. 8 Simple Rules for Buying My Teenage Daughter 9. Breaking Out Is Hard to Do 10. Model Misbehavior 11. Peter's Got Woods 12. Perfect Castaway 13. Jungle Love 14. PTV 15. Brian Goes Back to College 16. The Courtship of Stewie's Father 17. Fat Guy Strangler 18. The Father, the Son & the Holy Fonz 19. Brian Sings and Swings 20. Patriot Games 21. I Take Thee, Quagmire 22. Sibling Rivalry 23. Deep Throats 24. Peterotica 25. You May Kiss The...Uh...Guy Who Receives 26. Petergeist 27. The Griffin Family History 28. Stewie B. Goode (del 1) 29. Bango Was His Name! (del 2) 30. Stu & Stewie's Excellent Adventure (del 3) |

| Sæson 5 består af 18 afsnit sendt fra 10. september 2006 til 20. maj 2007. 1. Stewie Loves Lois 2. Mother Tucker 3. Hell Comes to Quahog 4. Saving Private Brian 5. Whistle While Your Wife Works 6. Prick Up Your Ears 7. Chick Cancer 8. Barely Legal 9. Road to Rupert 10. Peter's Two Dads 11. The Tan Aquatic with Steve Zissou 12. Airport '07 13. Bill and Peter's Bogus Journey 14. No Meals on Wheels 15. Boys Do Cry 16. No Chris Left Behind 17. It Takes A Village Idiot, And I Married One 18. Meet the Quagmires | Sæson 6 består af 12 afsnit sendt fra 23. september 2007 til 4. maj 2008. 1. Blue Harvest (specialafsnit) 2. Movin' Out 3. Believe It Or Not, Joe's Walking On Air 4. Stewie Kills Lois (del 1) 5. Lois Kills Stewie (del 2) 6. Padre de Familia 7. Peter's Daughter 8. McStroke 9. Back to the Woods 10. Play it Again, Brian 11. The Former Life of Brian 12. Long John Peter | Sæson 7 består af 16 afsnit sendt fra 28. september 2008 til 17. maj 2009. 1. Love Blactually 2. I Dream of Jesus 3. Road to Germany 4. Baby Not On Board 5. The Man With Two Brians 6. Tales of a Third Grade Nothing 7. Ocean's Three and a Half 8. Family Gay 9. The Juice Is Loose! 10. FOX-y Lady 11. Not All Dogs Go to Heaven 12. 420 13. Stew-roids 14. We Love You Conrad 15. Three Kings 16. Peter's Progress | Sæson 8 består af 21 afsnit sendt fra 27. september 2009 til 20. juni 2010. 1. Road to the Multiverse 2. Family Goy 3. Spies Reminiscent of Us 4. Brian's Got a Brand New Bag 5. Hannah Banana 6. Quagmire's Baby 7. Jerome is the New Black 8. Dog Gone 9. Business Guy 10. Big Man on Hippocampus 11. Dial Meg for Murder 12. Extra Large Medium 13. Go Stewie Go 14. Peter-assment 15. Brian Griffin's House of Pain 16. April in Quahog 17. Brian & Stewie 18. Quagmire's Dad 19. The Splendid Source 20. Something, Something, Something Dark Side 21. Partial Terms of Endearment |

## Diverse småting
I store engelskordbøger står opslaget quagmire (navnet på Peter Griffins sexfikserede ven) lige før quahog (navnet på byen hvor serien foregår).